# Strasbourg - Saint-Denis (métro de Paris)
Strasbourg - Saint-Denis est une station des lignes 4, 8 et 9 du métro de Paris, située à la limite des 2e, 3e et 10e arrondissements de Paris.

## Situation
La station de la ligne 4 est située sous le boulevard de Strasbourg tandis que les stations des lignes 8 et 9 sont situées sous le boulevard de Bonne-Nouvelle. Ces deux dernières lignes franchissent la ligne 4 perpendiculairement et par en dessous.

## Historique
La station est ouverte le 21 avril 1908. Elle porte alors le nom de Boulevard Saint-Denis et est desservie par la ligne 4.

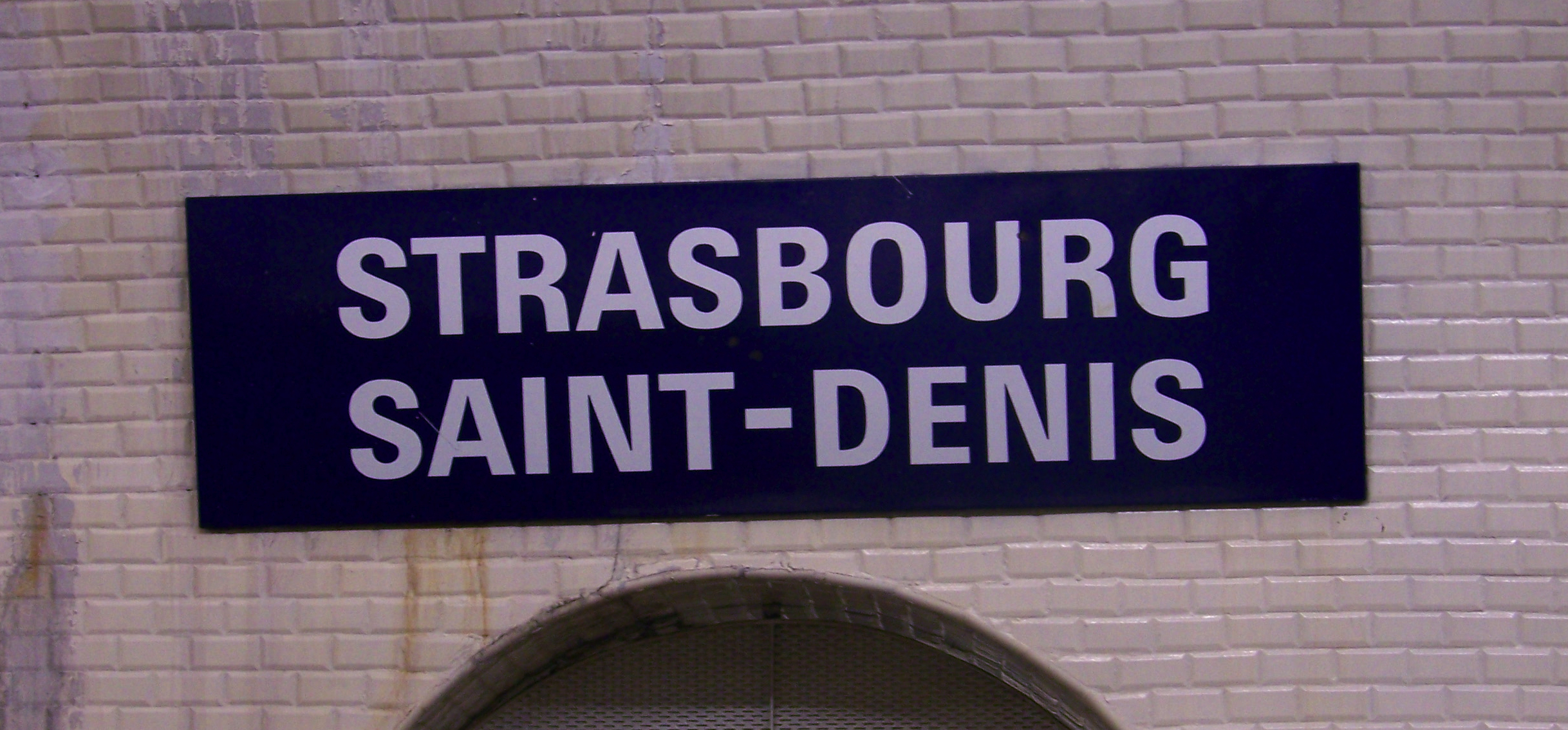
Ancienne plaque de la station en lettres capitales.

Le terme « Saint-Denis » fait référence à saint Denis, apôtre des Gaules et premier évêque de Paris, qui donna son nom à la ville de Saint-Denis et à son abbaye. La rue Saint-Denis à Paris, située à proximité immédiate de la station, s'étend de la rue de Rivoli au sud jusqu’à la porte Saint-Denis, construite en mémoire des triomphes de Louis XIV en Hollande et en Allemagne. Elle constituait la route de liaison entre Paris et Saint-Denis.
Le 5 mai 1931, la station prend son nom actuel à l'occasion du prolongement de la ligne 8 de Richelieu - Drouot à Porte de Charenton, desservant ainsi la station. Les accès sont modifiés et un ensemble complexe de couloirs est construit pour absorber les flux des passagers en correspondance. Le 10 décembre 1933, le prolongement de la ligne 9 (de Richelieu - Drouot à Porte de Montreuil) entre en service et dessert donc aussi la station.
Le 13 août 1941, une manifestation antinazie se déroule à la station de métro Strasbourg - Saint-Denis. Le 19 août 1941, Samuel Tyszelman et Henri Gautherot, deux jeunes militants communistes qui ont participé à la manifestation sont fusillés dans la forêt de Verrières. Maria Leonor Rubiano, qui avait confectionné avec Angèle Martinez un drapeau tricolore est arrêtée quelques semaines plus tard par la Gestapo, emprisonnée puis meurt en déportation.
En 2019, 9 524 965 voyageurs sont entrés à la station ce qui la place à la 20e position des stations de métro pour sa fréquentation.
En 2020, avec la crise du Covid-19, 4 275 630 voyageurs sont entrés dans cette station ce qui la place à la 26e position des stations de métro pour sa fréquentation.
En 2021, la fréquentation remonte progressivement, avec 6 345 770 voyageurs qui sont entrés dans cette station ce qui la place à la 16e position des stations de métro pour sa fréquentation.

## Services aux voyageurs

### Accès
La station comporte sept accès :
- Accès no 1 « boulevard de Sébastopol » ;
- Accès no 2 « rue Saint-Martin » ;
- Accès no 3 « porte Saint-Martin » ;
- Accès no 4 « boulevard de Bonne Nouvelle » ;
- Accès no 5 « rue Saint-Denis » ;
- Accès no 6 « boulevard de Strasbourg » ;
- Accès no 7 « passage du Prado ».

Accès à la station
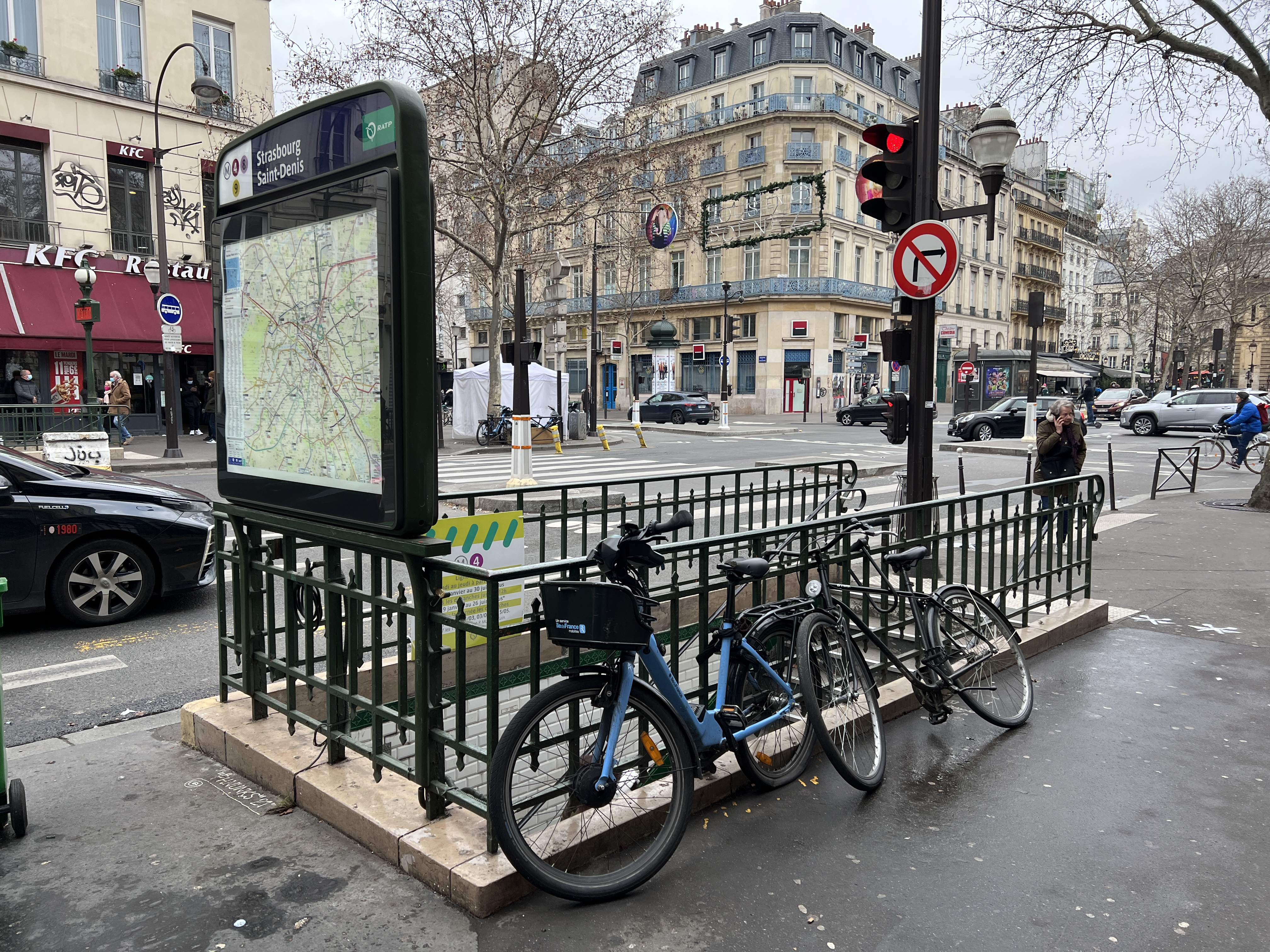
L'accès no 1 « Boulevard de Sébastopol ».
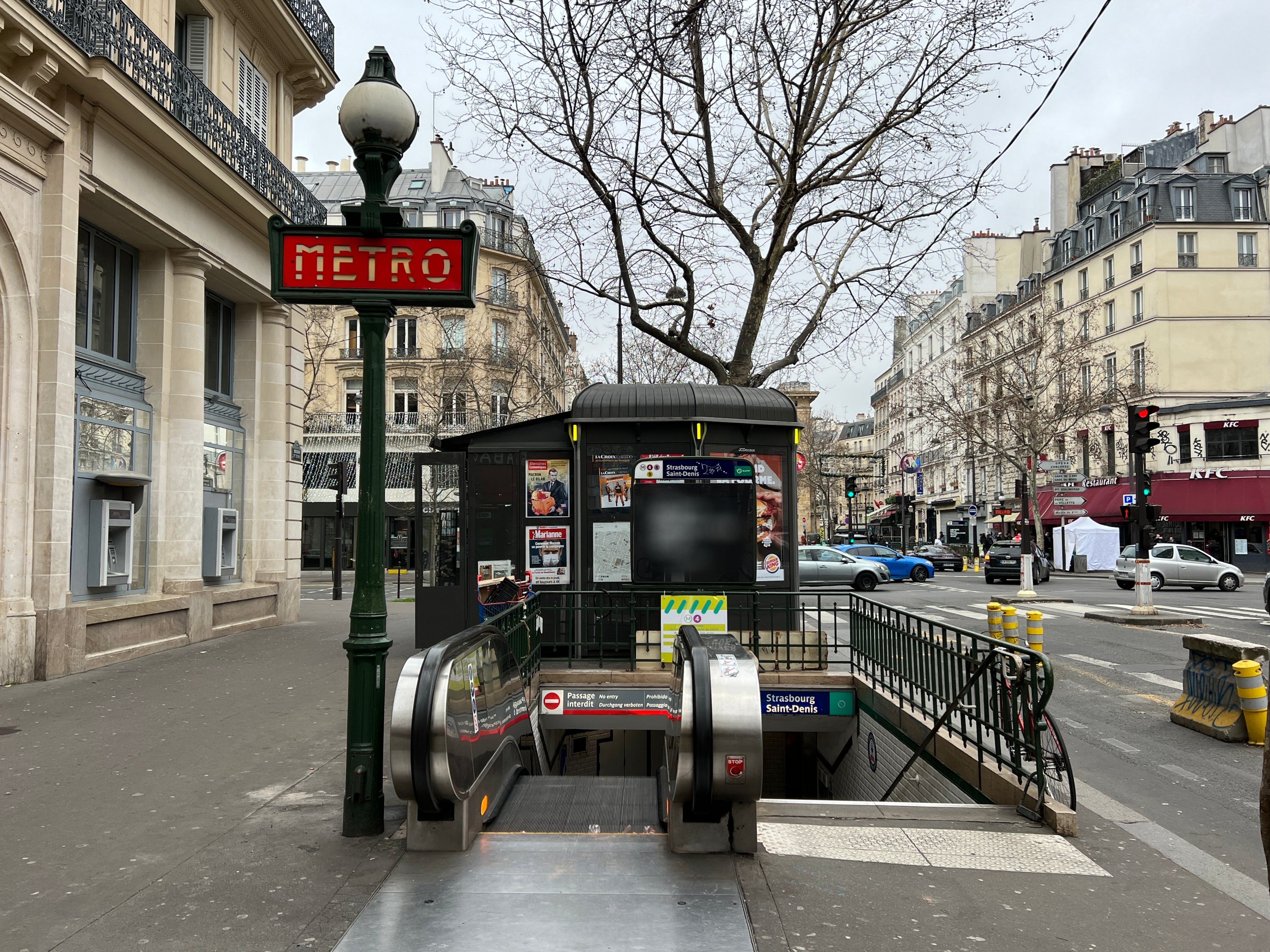
L'accès no 2 « Rue Saint-Martin ».
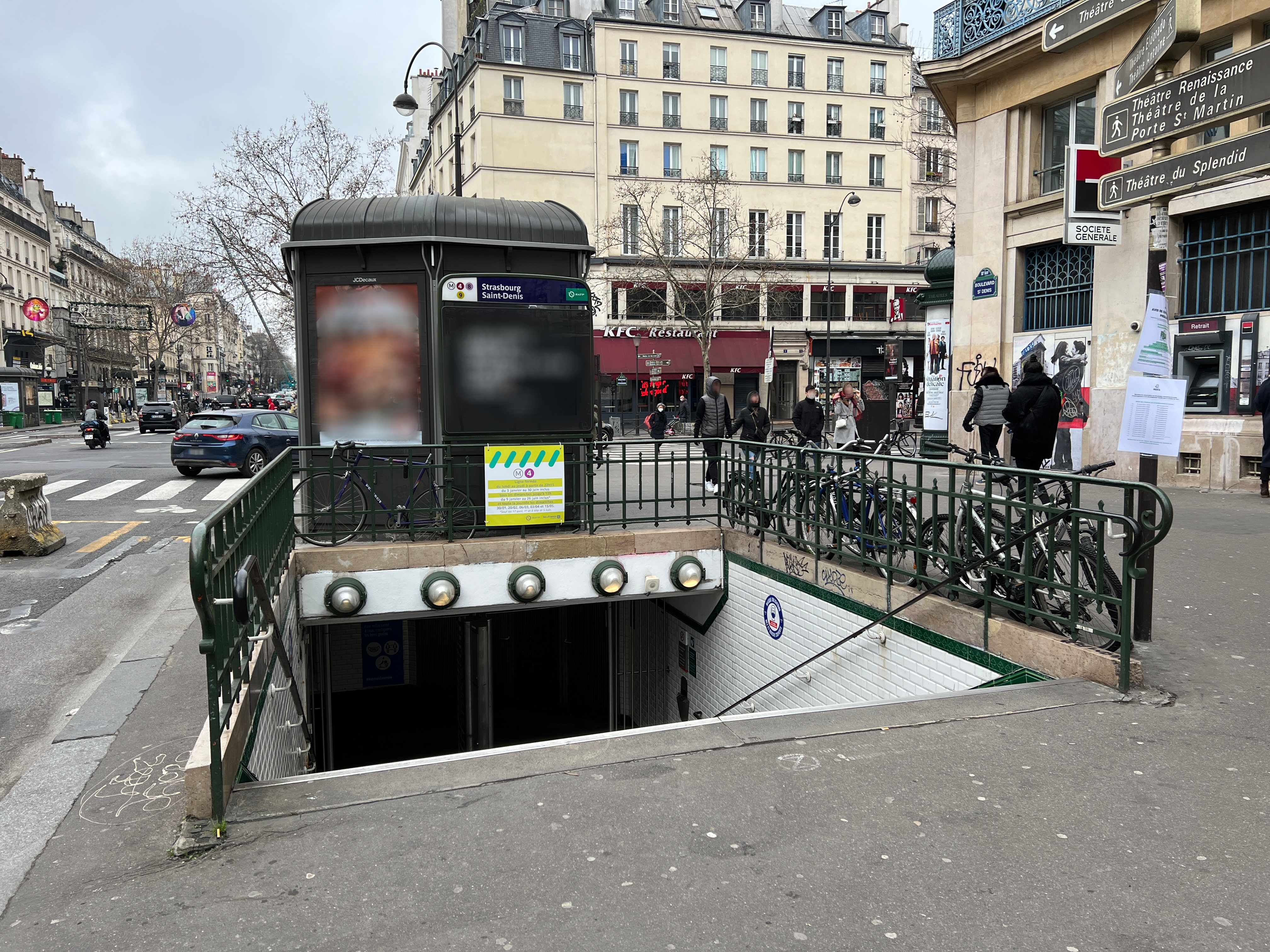
L'accès no 3 « Porte Saint-Martin ».
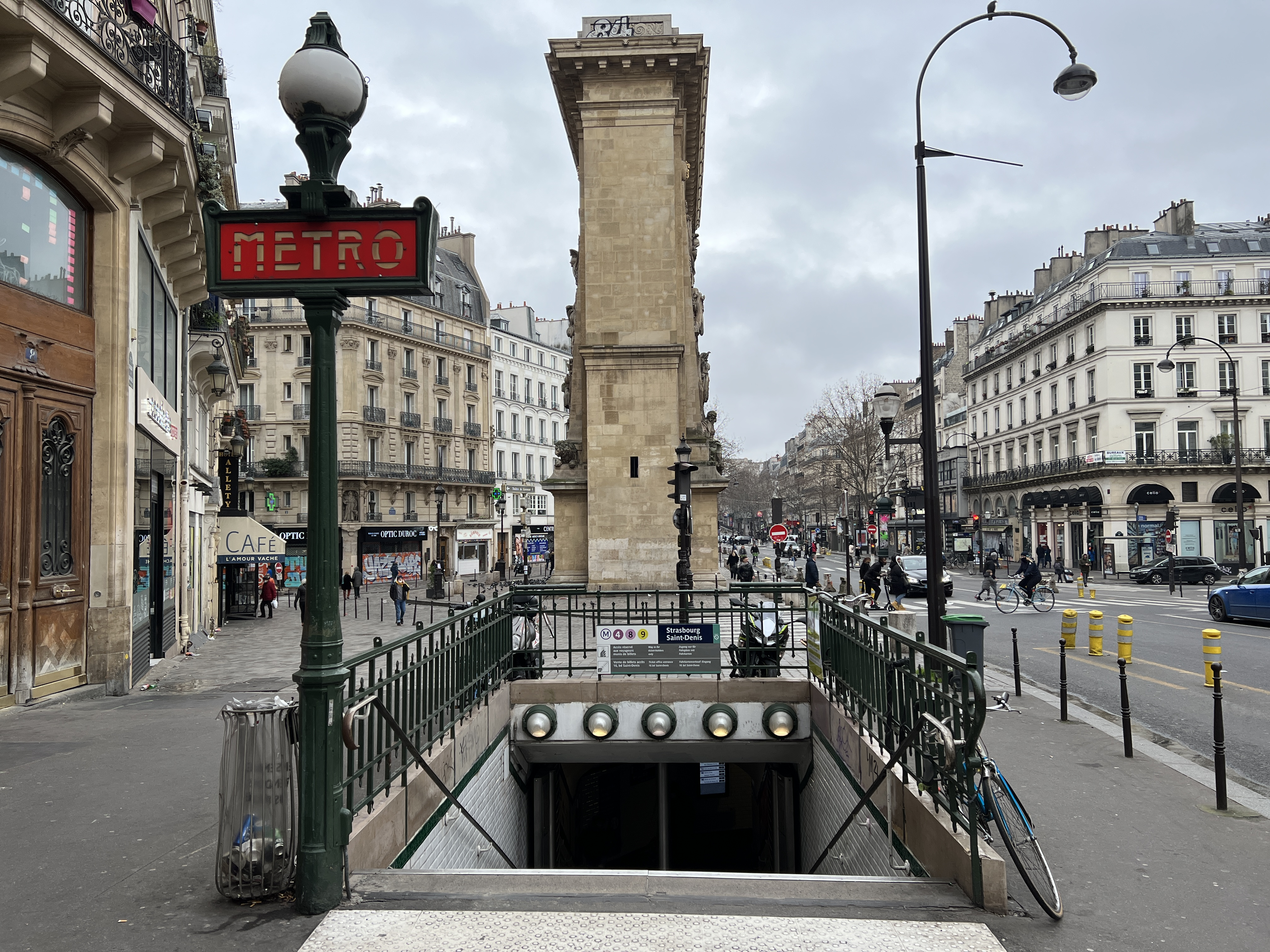
L'accès no 4 « Boulevard de Bonne Nouvelle ».
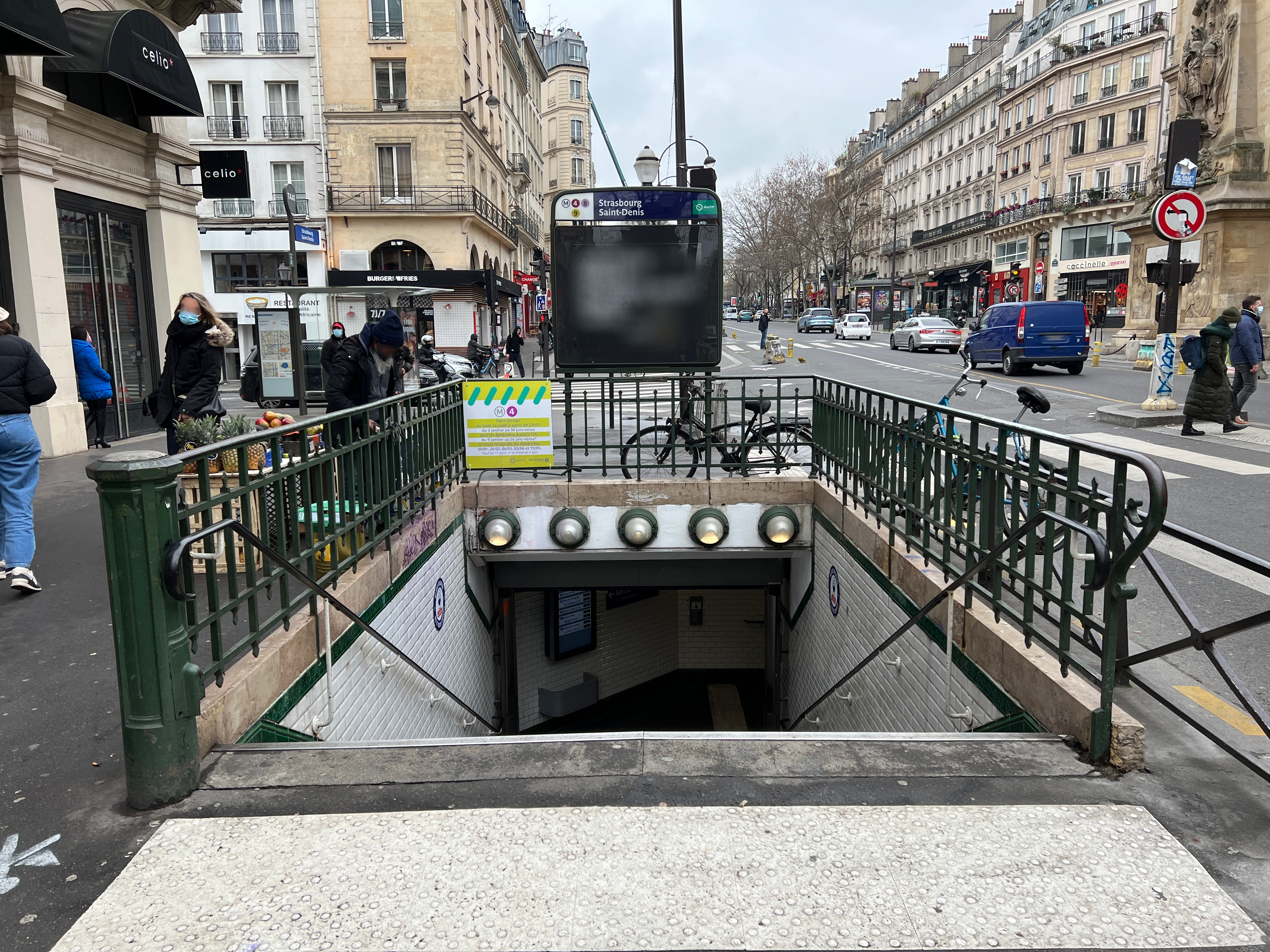
L'accès no 5 « Rue Saint-Denis ».
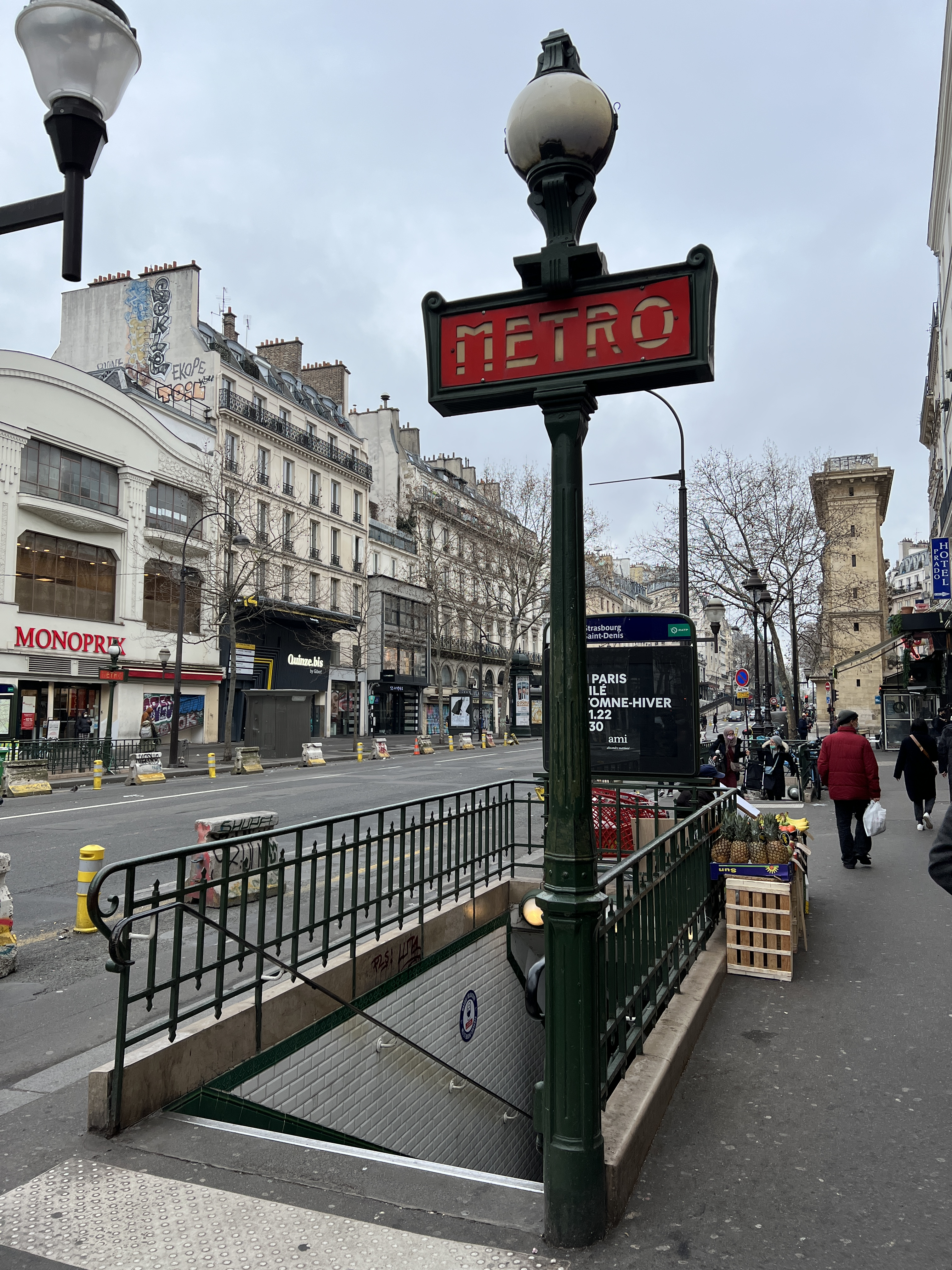
L'accès no 6 « Boulevard de Strasbourg ».
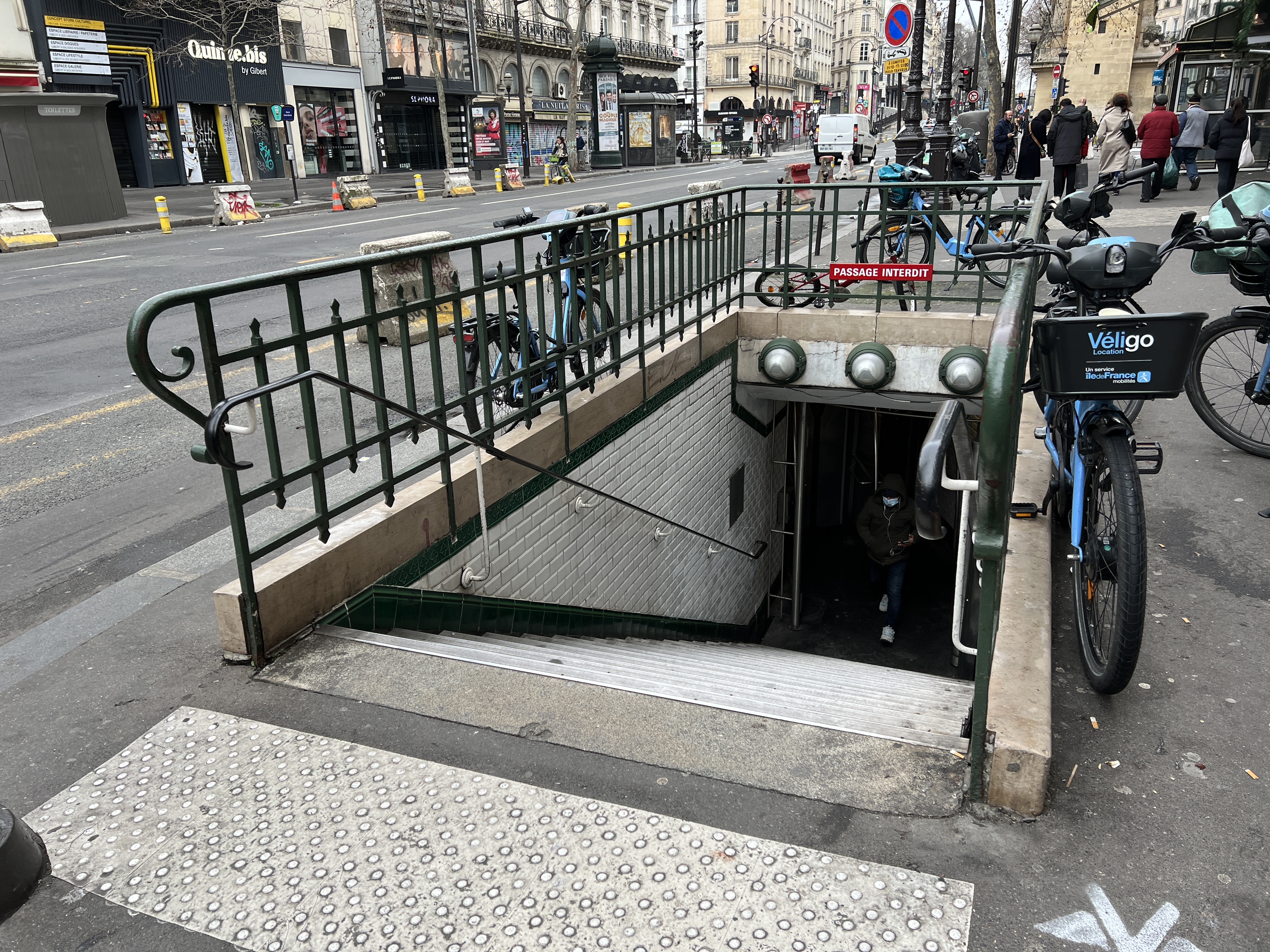
L'accès no 7 « Passage du Prado ».

.

### Quais

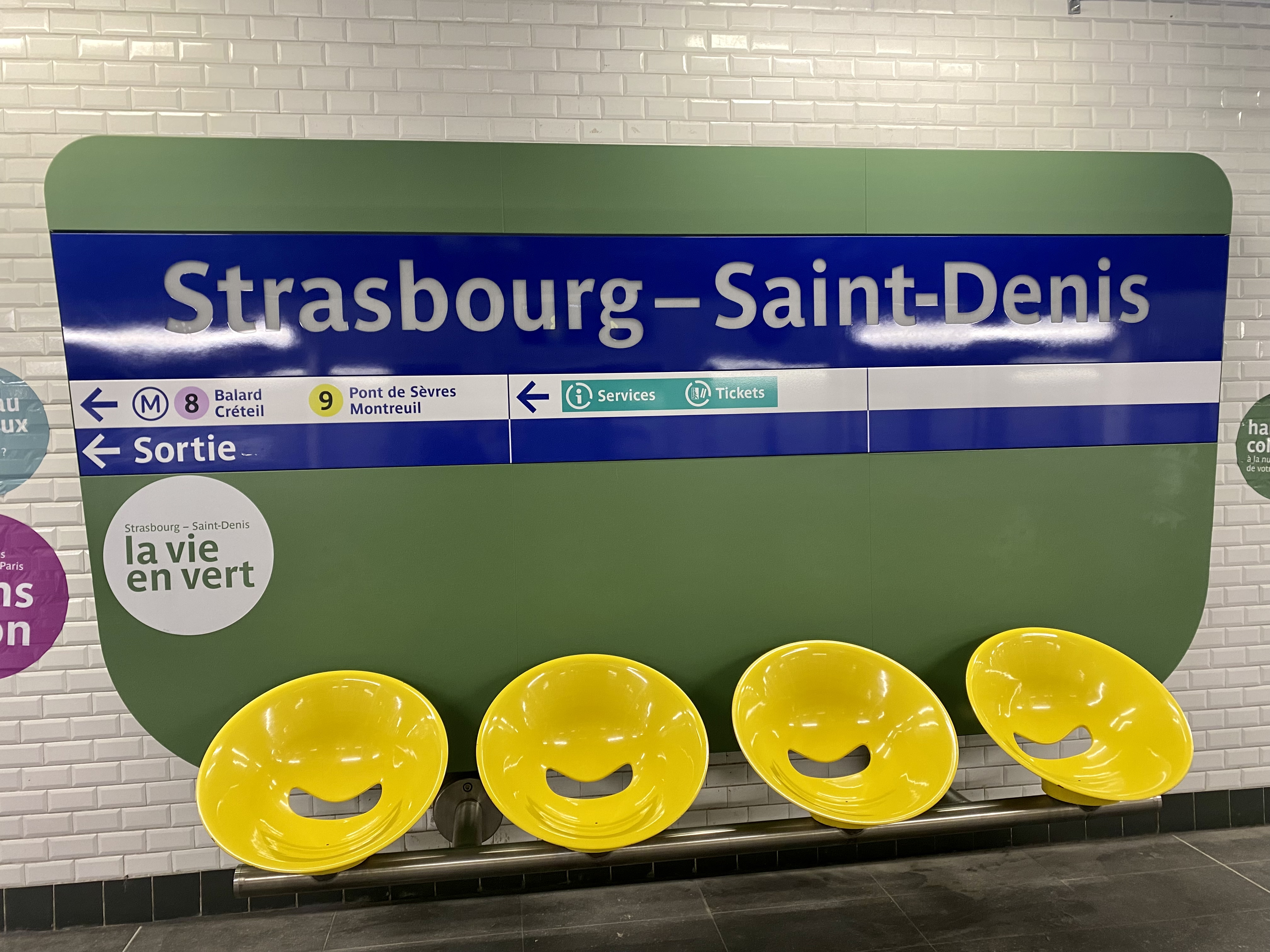
Plaque émaillée de la ligne 4 en 2022.

Les quais de la ligne 4 sont de configuration standard : au nombre de deux, ils sont séparés par les voies situées au centre. Le plafond est un tablier métallique dont les poutres sont supportées par des piédroits verticaux. Les quais sont aménagés dans le style « Andreu-Motte » avec deux rampes lumineuses bleues et des sièges « Motte » bleus. Le bleu est également appliqué sur les poutres métalliques. Les piédroits et les tympans sont couverts de carreaux plats blancs posés verticalement et alignés. Les cadres publicitaires sont métalliques et le nom de la station est en police de caractère Parisine sur plaque émaillée.
Dans le cadre de l'automatisation de la ligne 4, ses quais ont été rehaussés du 24 septembre au 20 décembre 2018 afin de recevoir des portes palières, lesquelles ont été posées entre février et mars 2020.
Les quais des deux lignes 8 et 9, longs de 105 mètres, sont de configuration particulière : au nombre de deux par point d'arrêt, ils sont isolés dans deux demi-stations séparées par un piédroit central du fait de leur édification au sein d'un terrain instable.

### Intermodalité
La station est desservie par les lignes 20, 32, 38 et 39 du réseau de bus RATP et, la nuit, par les lignes N13 et N14 du réseau de bus Noctilien.

## Galerie de photographies

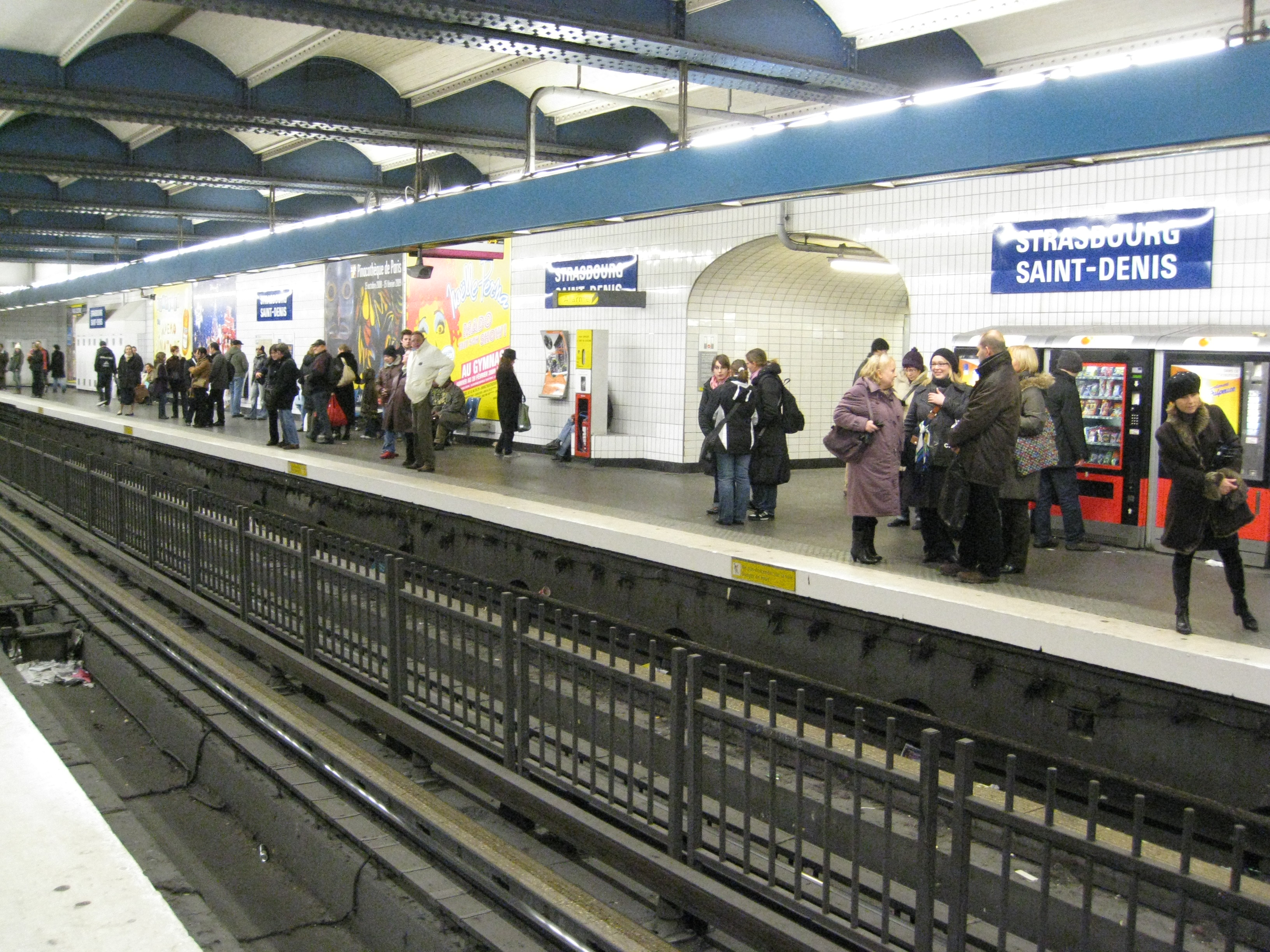
Les quais de la ligne 4 en 2008.
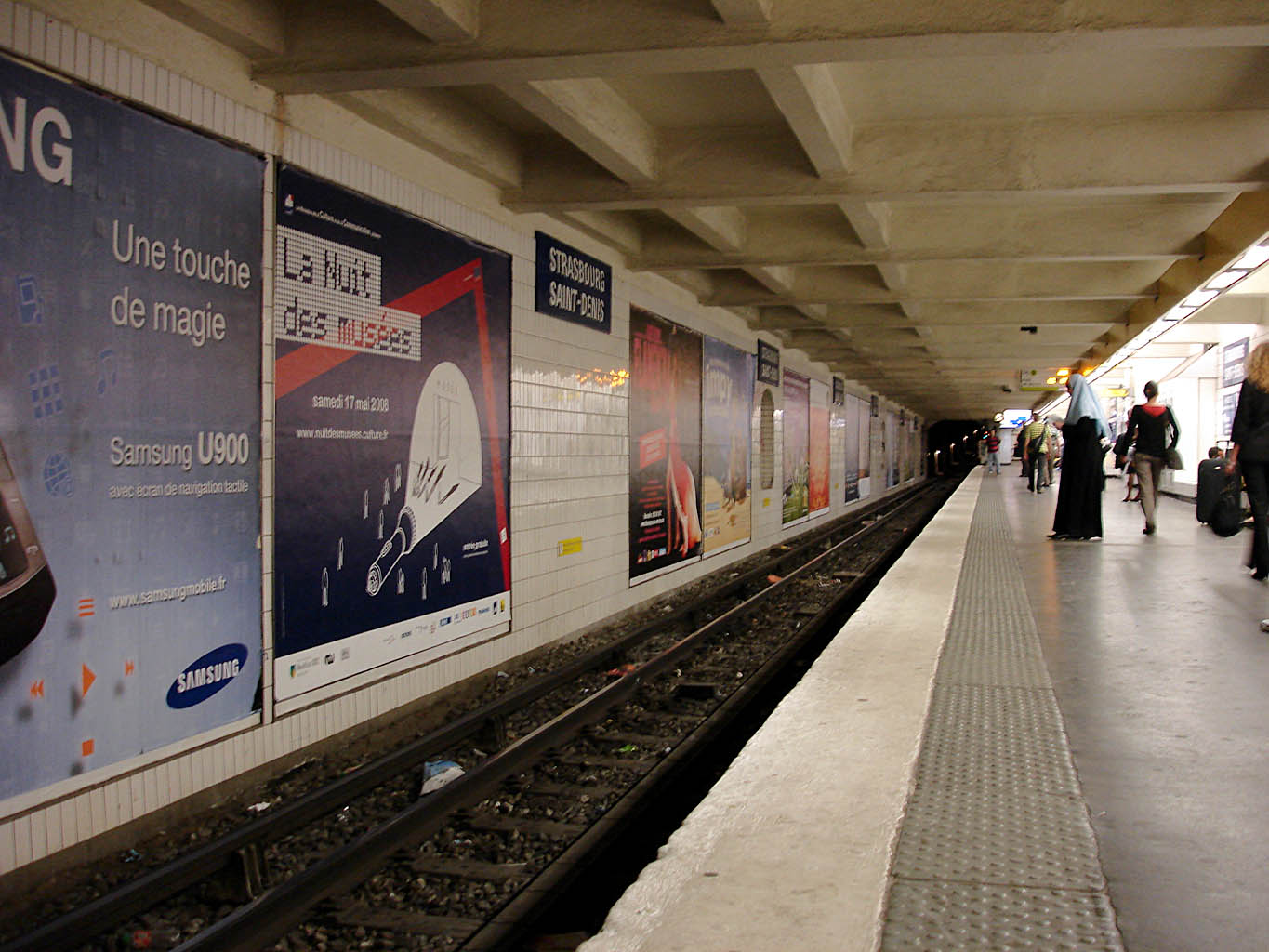
Quai de la ligne 9, direction Pont de Sèvres.
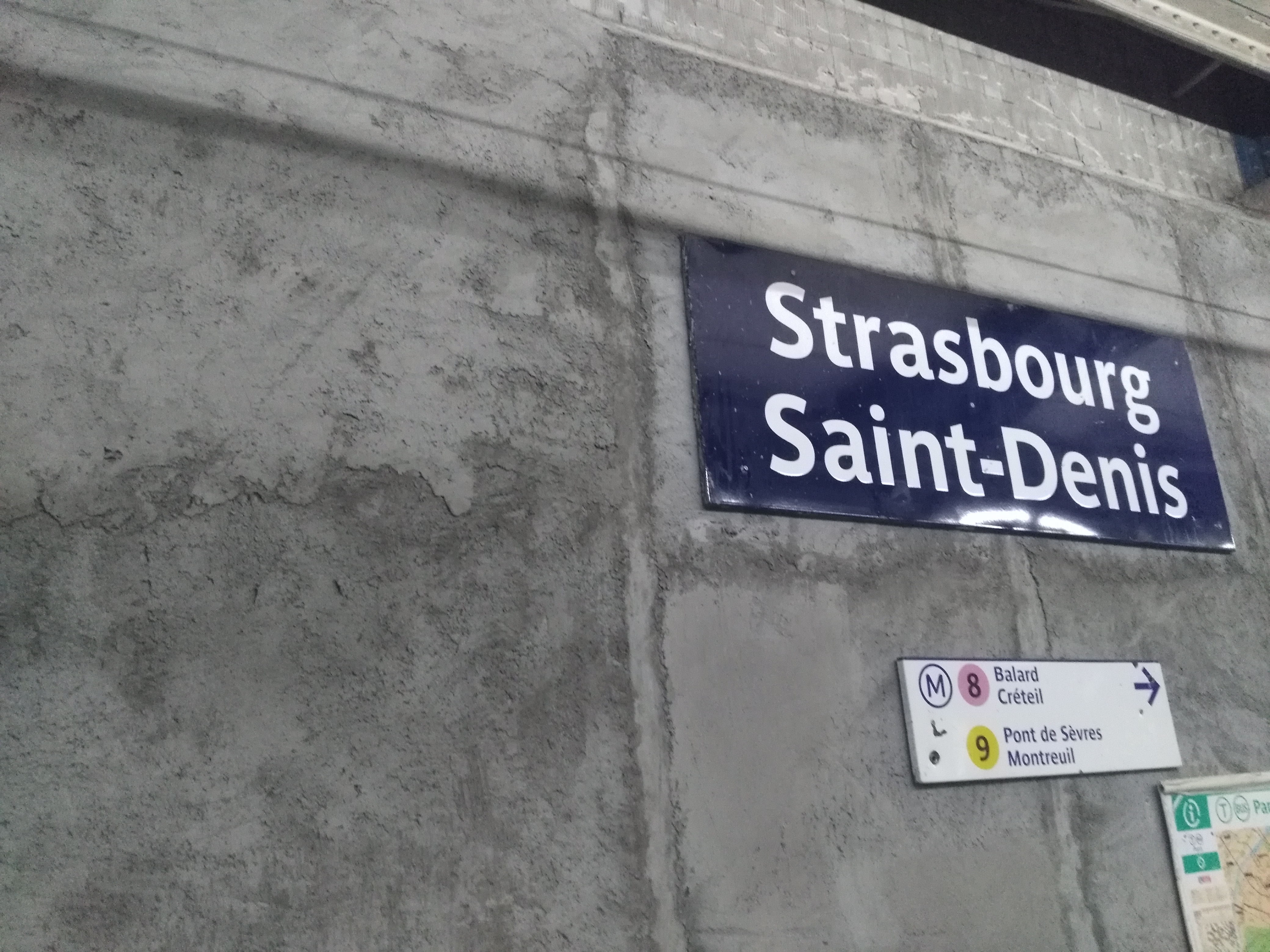
Une plaque nominative du quai de la ligne 4, alors en travaux, en août 2018.
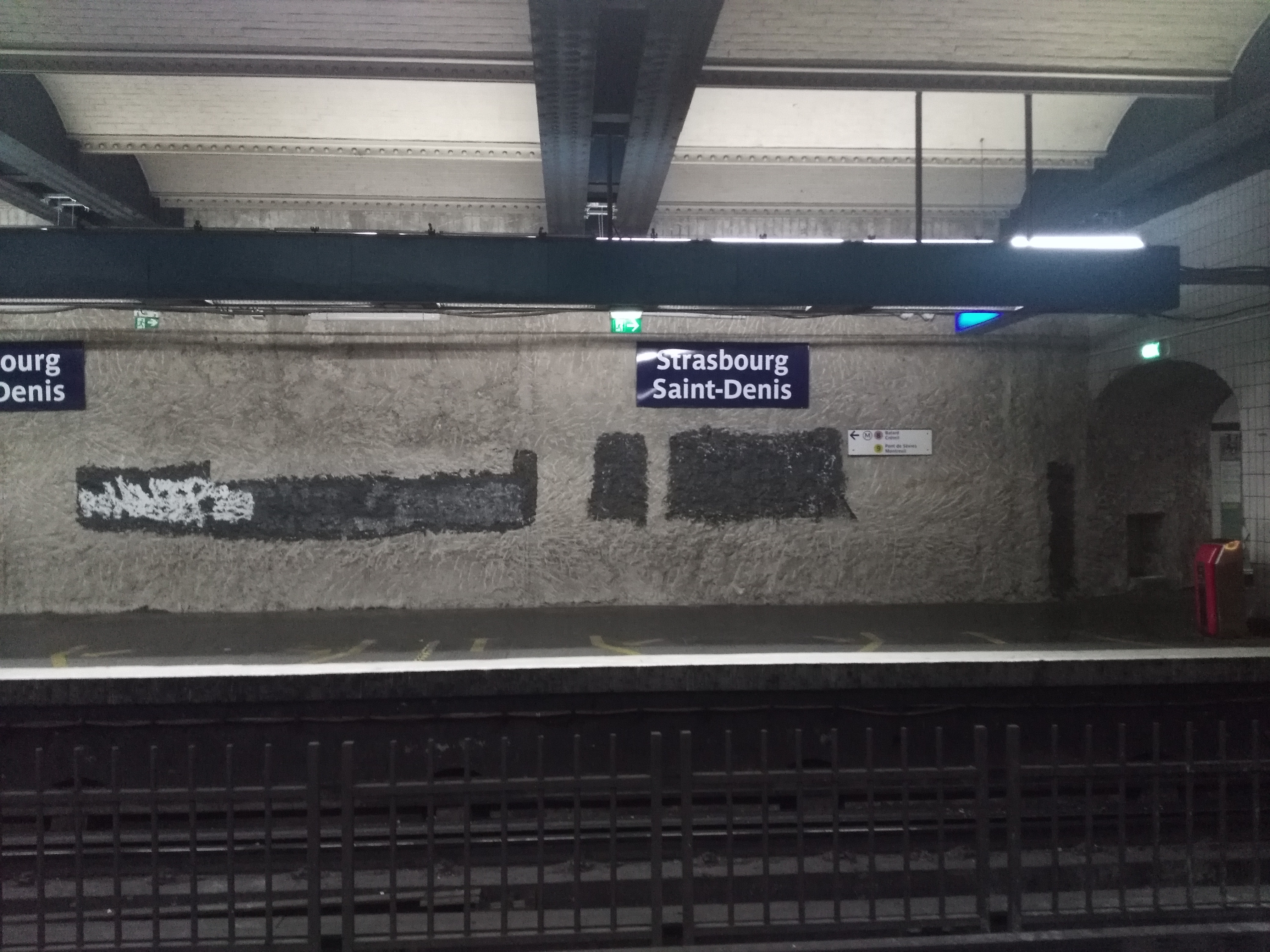
Quai de la ligne 4, en rénovation, en août 2018, avant la pose des portes palières.

## À proximité
- Porte Saint-Denis
- Porte Saint-Martin
- Théâtre de la Porte-Saint-Martin

## Culture
Strasbourg / St. Denis est aussi le troisième titre de l'album Earfood du trompettiste de jazz américain Roy Hargrove, sorti en 2008. C'est une manière pour lui de célébrer le quartier de Strasbourg-Saint-Denis où est situé le club de jazz New Morning dans lequel il s'est souvent produit.